# Лучше, чем секс (торт)
Лучше, чем секс (англ. better than sex cake) — американский торт, состоящий из бисквитного коржа, с ананасовой пропиткой, слоями ванильного крема и подслащённых взбитых сливок, посыпанный кокосовой стружкой. Вариант с использованием шоколадной смеси для торта, карамельной начинкой и раскрошенного ириса известен под похожими названиями, например, торт «Лучше, чем Роберт Редфорд» (англ. Better than Robert Redford cake).
Бисквитный корж часто замешивают из готовой смеси. Корж обычно выпекают на сковороде. Влажную середину торта обычно создают, протыкая корж несколько раз вилкой и заполняя отверстия ананасовым соком или сиропом. Торт затем охлаждают и едят холодным. Его также замораживают.
Популярность торта расширилась на западном побережье Флориды и в Шарлотте, Северная Каролина, когда он привлёк внимание на ежегодном съезде Ассоциации газетных кулинарных редакторов и авторов (англ. Newspaper Food Editors and Writers Association) в Сент-Луисе в 1981 году. Он был опубликован в виде пары рецептов тортов, причём вариант из Индианаполиса назывался «Следующей лучшей штукой после Роберта Редфорда» (англ. The Next Best Thing to Robert Redford) и включал слои шоколадного пудинга и взбитых сливок, а также раскрошенный шоколадный батончик сверху.
К 1990 году существовало несколько версий. Основной рецепт торта был изменён в зависимости от вкусов человека, готовящего торт, а альтернативные варианты включают шоколадный, банановый или конфетный вкус. В варианте из Канзаса 1998 года использовалась смесь для шоколадного торта, сгущённое молоко с сахаром, начинка для карамельного мороженого и раскрошенная ириска. Название «Лучше, чем Роберт Редфорд» стало применяться к обоим вариантам.